# Armando Milani
Armando Milani (Milano, 1940) è un designer e grafico italiano.

## Biografia
Una delle più importanti figure internazionali della grafica italiana , membro dell'Alliance Graphique Internationale , ha studiato all'Umanitaria di Milano con Albe Steiner e ha collaborato con Antonio Boggeri , Giulio Confalonieri, Massimo Vignelli. Lavora tra Milano e New York dove, tra il 1983 e il 1985, ha insegnato alla Cooper Union School .
La sua opera, riconosciuta da premi internazionali , è di "denuncia per portare a una riflessione sui problemi più gravi nel mondo".

Ha collaborato con le Nazioni Unite che hanno diffuso un suo poster nel 2004 e una collana di opere Human Design Collection .
Una sua mostra dal titolo From the eye to the heart, dall'occhio al cuore, 50 logos e 50 poster, esemplare della sua opera grafica, è stata presentata nel 2009 al Museo Luzzati di Genova  e successivamente al PAN, Palazzo delle Arti di Napoli.

## Libri
- 50 poesie di Lawrence Ferlinghetti 50 immagini di Armando Milani, poesie di Lawrence Ferlinghetti e immagini di Armando Milani [9], Gam editrice, Rudiano, 2010. ISBN 9788889044650.
- A Graphic Adventure Ed. Images Publishing Group, ISBN 1864703520, 9781864703528
- Double life of 80 AGI designers: creativity and sense of humor Ed. Burgo, 1996